# A Star-Crossed Wasteland
| Críticas profissionais | Críticas profissionais |
| Avaliações da crítica  | Avaliações da crítica  |
| Fonte                  | Avaliação              |
| ---------------------- | ---------------------- |
| allmusic               | link                   |
| About.com              | link                   |
| PopMatters             | link                   |
| Alternative Press      | link                   |
| Metalholic             | link                   |

A Star-Crossed Wasteland é o terceiro álbum de estúdio da banda de metal In This Moment. O álbum foi lançado pela primeira vez na Alemanha no dia 09 de julho de 2010 e mais tarde nos Estados Unidos pela  Century Media e foi nomeado pela Alternative Press como um dos lançamentos mais aguardados de 2010. Este é o primeiro álbum não para o baixista Jesse Landry, é também o último álbum da banda a apresentar membros fundadores guitarrista Blake Bunzel e o baterista Jeff Fabb.

## Fundo
Antes de a banda começar sua primeira turnê, Maria anunciou que eles estavam começando a escrever para o seu terceiro álbum de estúdio. A banda postou uma mensagem em seu MySpace, descrevendo o som do álbum como "mais pesado e mais escuro" e combinando as camadas melódicas de  The Dream e a agressividade bruta de Beautiful Tragedy juntos.

## Sobre o Álbum
Maria Brink foi inspirada por sua vida pessoal para o álbum. No início de 2009, em seu próprio site, ela revelou dois títulos de músicas que foram "The World is on Fire" (mais tarde intitulado "World in Flames") e "The Gun Show". Seu rompimento com o ex-baixista do DevilDriver, Jon Miller, inspirou fortemente a maioria das letras do álbum, já que a maioria das letras eram sobre corações partidos e amor perdido.
Em uma entrevista, Maria falou sobre o tema subjacente do álbum e o que isso significa para ela. "Eu escrevi sobre minhas experiências e todo esse tipo de história metafórica. É basicamente sobre esse mundo pós-apocalíptico e 'amantes excêntricos' são duas pessoas que devem falhar e não vão funcionar."
O guitarrista Chris Howorth faz backing vocals na metade das faixas, como "The Last Cowboy", "Iron Army" e "The Road". A banda originalmente planejou Ivan L. Moody dueto com Maria em "The Promise", no entanto, devido a problemas de rótulo, ele não conseguiu. Em vez disso, eles recorreram a Adrian Patrick de Caso contrário.

## Estilo
O álbum apresenta elementos da Beautiful Tragedy e The Dream. Ao mostrar a banda retornando a um som metalcore mais agressivo, também possui momentos de metal melódico e suave e até mesmo alguns elementos de nu metal.

## Faixas
1. "The Gun Show" - 4:47
2. "Just Drive" - 3:28
3. "The Promise" - 4:28
4. "Standing Alone" - 3:52
5. "A Star-Crossed Wasteland" - 4:31
6. "Blazin" - 4:21
7. "The Road" - 4:04
8. "Iron Army" - 4:27
9. "The Last Cowboy" - 3:54
10. "World In Flames" - 5:20

## Faixas bônus de edição de luxo
1. "Remember" - 4:23
2. "A Star-Crossed Wasteland (Unplugged)" - 4:49

## Créditos
- Maria Brink - Vocal, piano
- Chris Howorth - Guitarra
- Blake Bunzel - Guitarra
- Kyle Konkiel - Baixo
- Jeff Fabb - Bateria

## Posições
A Star-Crossed Wasteland estreou em #40 na Billboard 200, vendendo aproximadamente 10.500 cópias em sua primeira semana de lançamento. [13] Ele também estreou em # 1 na parada da Billboard de álbuns independentes e # 8 no Top de álbuns de Hard Rock [14]. Esta é a posição do gráfico mais alta, comparando o seu antecessor, que estreou em # 70 na Billboard 200, com 8.000 exemplares vendidos em 2008
| Chart (2010)                       | Peak position |
| ---------------------------------- | ------------- |
| U.S. Billboard 200                 | 40            |
| Top Hard Rock Albums               | 4             |
| Top Independent Albums             | 1             |
| Top Modern Rock/Alternative Albums | 8             |
| Top Rock Albums                    | 13            |

## Histórico de lançamento
| Região         | Data                 |
| -------------- | -------------------- |
| Europa         | 9 de Julho de 2010   |
| Reino Unido    | 12 de Julho de 2010  |
| Estados Unidos | 13 de Julho de 2010  |
| Japão          | 25 de Agosto de 2010 |